# Lambda Ursae Majoris
λ Ursae Majoris (Lambda Ursae Majoris, kurz λ UMa) ist ein Stern der Spektralklasse A2 IV im Sternbild Großer Bär. Er besitzt eine scheinbare Helligkeit von 3,45 mag und seine Entfernung beträgt ca. 134 Lichtjahre.
Der Stern trägt den historischen Eigennamen Tania Borealis. Der Name Tania bedeutet der „zweite (Sprung der Gazelle)“, borealis (lat.) steht für „nördlich“. Etwas weiter südlich befindet sich der ähnlich helle Stern Tania Australis (μ UMa).
Die IAU hat am 20. Juli 2016 den historischen Eigennamen Tania Borealis auch als standardisierten Eigennamen für diesen Stern festgelegt.